# هيلموت مولر (لاعب كرة قدم)
هيلموت مولر (بالألمانية: Helmut Müller)‏ (و. 1937  م) هو لاعب كرة قدم من ألمانيا، وألمانيا الشرقية، مركز لعبه هو مهاجم.

## روابط خارجية
- هيلموت مولر على موقع قاعدة بيانات كرة القدم.إي يو (الإنجليزية)
- هيلموت مولر على موقع ناشيونال فوتبول تيمز (الإنجليزية)
- هيلموت مولر على موقع عالم كرة القدم.نت (الإنجليزية)